# 끓는 물 속의 개구리

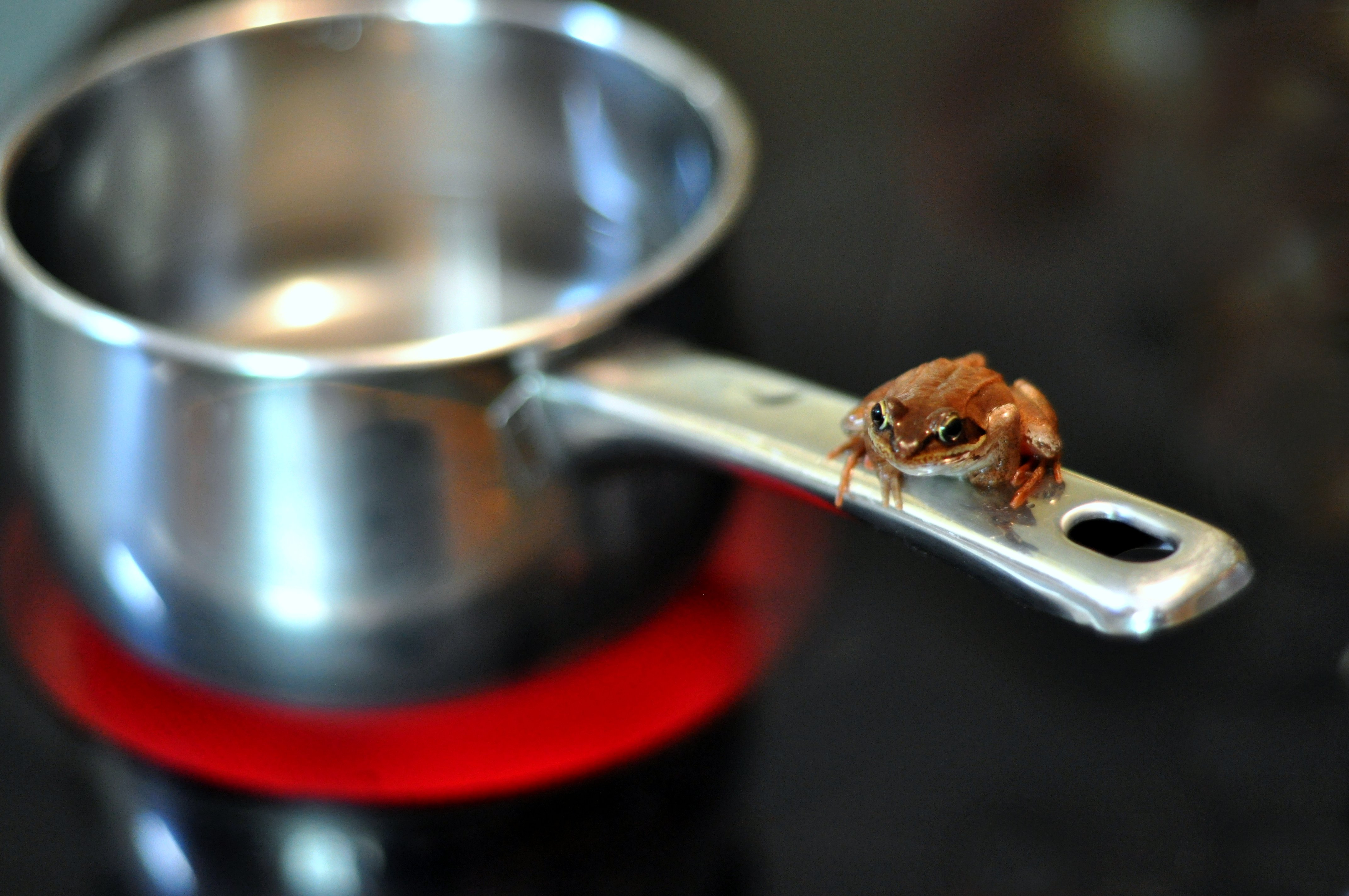
냄비 손잡이에 앉아 있는 개구리.

끓는 물 속의 개구리(boiling frog)는 끓는 물 안에서 천천히 죽어가는 개구리에 관한 이야기이다. 처음에 개구리가 끓는 물 안에 들어가면 깜짝 놀라 뛰쳐 나오겠지만, 만약 점점 따뜻해져 끓게 되는 뜨거운 물에 들어가게 되면 위험한 줄 모르다가 죽게 된다는 것이다. 이 이야기는 서서히 일어나는 중요한 변화에 반응하지 않고 무능하고 무관심한 사람들을 은유할 때 사용된다. 현대 생물학자들에 따르면 실제로는 개구리가 그렇지 않고 점차 데워지면 뛰쳐 나온다고 한다. 하지만 19세기에 행해졌던 몇몇 실험 결과에서는 열이 점차적으로 충분히 높아지는 상황에서 이야기와 같은 행동을 보였다고 주장한 것들도 있었다.

## 과학적 실험
19세기에 이 주제와 관련한 몇몇 실험들이 진행되었다. 1869년에 '영혼의 위치는 어디에 있는가'라는 실험에서 독일의 생리학자 Friedrich Goltz는 뇌가 제거된 개구리는 서서히 끓는 물에서 탈출하지 않고, 뇌가 온전한 개구리는 25 °C에서 탈출을 시도한다는 것을 밝혀냈다.
19세기에 행해진 또 다른 실험에서는 서서히 끓는 물에서 개구리는 탈출을 시도하지 않는다는 결과가 나온 바가 있다. 1872년에 Heinzmann에 의해 행해진 이 실험에서 매우 천천히 온도가 올라가는 물에서는 정상적인 개구리가 탈출을 시도하지 않는다는 결과가 나왔고 1875년에 Fratscher에 의해서도 확인이 되었다.

## 같이 보기
- 낙타의 코
- 나치가 그들을 덮쳤을 때
- 기준선 이동
- 미끄러운 비탈길 논증
- 가스라이팅

## 참고 문헌
- Sedgwick, William (1888년 7월). “Studies From the Biological Laboratory”. Baltimore, Maryland: N. Murray, Johns Hopkins University.
- Offerman, Theo (2010년 2월 12일). “How to subsidize contributions to public goods” (PDF). 2016년 3월 26일에 원본 문서 (PDF)에서 보존된 문서. 2013년 8월 21일에 확인함.